# Finn Schau
Finn Schau (* 5. Januar 1948 in Tønsberg) ist ein norwegischer Schauspieler und Synchronsprecher.

## Leben
Schau debütierte 1969 am Trøndelag Teater und war ab 1971 in diesem Haus angestellt. Anschließend war er von 1972 bis 1974 am Teatret Vårt, von 1975 bis 1977 am Telemark Teater, von 1977 bis 1980 in der Den Nationale Scene und von 1980 bis 1981 bzw. wieder seit 1998 am Nationaltheatret sowie von 1981 bis 1996 am Oslo Nye Teater tätig. In Bergen spielte er 1978 den Løvborg in Charles Marowitz Aufführung zu Hedda Gabler. Im Oslo Nye Teater trat er als Sherlock in Marowitz Sherlock's Last Case auf und spielte die Hauptrolle in Fågelpappan von Staffan Götestam. 
Am Nationaltheatret, wo er insgesamt 23 verschiedene Haupt- bzw. tragende Rollen spielte, trat er unter anderem auf als Kolumbus in Dario Fos Cristopher, als Captain Hook, als Peter Pan, als Laurent in Molières Tartuffe, als Mack in Knut Hamsuns Pan, als Kardinal Richelieu in Die drei Musketiere, als Reichsvogt in Ludvig Holbergs Jeppe vom Berge und als Rudolf Heß in David Edgars Speer. Des Weiteren trat er 2008 in der Hauptrolle des Musicals Verdiløse menn auf.
Schau war auch als Übersetzer tätig, so z. B. zu Anything Goes von Cole Porter. Weiterhin wirkte er als Sprecher in Hörbüchern mit, wie unter anderem in Der alte Mann und das Meer und Schnee auf dem Kilimandscharo von Ernest Hemingway für den norwegischen Hörbuchverlag Lydbokforlaget. 
Ebenso spielte Schau in vielen Filmen und Fernsehserien mit und trat als Moderator in der Quizsendungen auf sowie sprach als Synchronsprecher in mehreren Filmen die norwegische Stimme. Einer seiner bekanntesten Auftritte in Norwegen, hatte er in der Serie des NRKs Offshore von 1996 bis 1997. 
Finn Schau ist der Vater des Schauspielers Kristopher Schau und des Moderators Aleksander Schau.

## Filmografie
- 1992: Det perfekte mord
- 1993: Mot i brøstet
- 1994: Über Storch und Stein (Over stork og stein)
- 1994: Drømspel
- 1996: Thygesen
- 1996: Hamsun
- 1997: Offshore (Fernsehserie)
- 1997: Blind gudinne (Fernsehserie)
- 1997: Rache für meine Tochter (Salige er de som tørster)
- 1998: Karl & Co (Fernsehserie)
- 1999: The Longest Journey (norwegische Synchronstimme)
- 1999: Sofies Welt (Sofies verden)
- 2000: Turbulent sone
- 2002: Holms
- 2002: Dina – Meine Geschichte (I Am Dina)
- 2003: Olsenbanden jr. går under vann
- 2004: Wer den Wolf fürchtet (Den som frykter ulven)
- 2005: Tjuefjerde
- 2005: Izzat – A Killer Thriller (Izzat)
- 2009: Karl III (Fernsehserie)
- 2009: Das Geheimnis des magischen Silbers (Julenatt i Blåfjell)
- 2010: Sebastians Verden
- 2010: Den unge Fleksnes (Fernsehserie)
- 2010: Dag (Fernsehserie)
- 2011: Magic Silver 2 – Die Suche nach dem magischen Horn (Blåfjell 2 - Jakten på det magiske horn)
- 2012: Lilyhammer (Fernsehserie)
- 2016: Norsemen (Fernsehserie)